# Brandon Mashinter
Brandon Mashinter, född 20 september 1988, är en kanadensisk professionell ishockeyspelare som spelar inom  NHL–organisationen Chicago Blackhawks. Han har tidigare representerat San Jose Sharks och New York Rangers på NHL–nivå.
Haley blev aldrig draftad av något lag.
Den 6 december 2013 fick han en ny klubbadress när New York Rangers skickade iväg honom till Chicago Blackhawks mot den kanadensiska högerforwarden Kyle Beach.